# Elezioni amministrative nell'Amministrazione fiduciaria italiana della Somalia del 1958
Le elezioni amministrative dell'Amministrazione fiduciaria italiana della Somalia si svolsero nel febbraio 1956 Il risultato fu una vittoria per la Lega dei Giovani Somali (SYL), che vinse 416 dei 663 seggi.

## Risultati
| Partito                   | Voti    | %    | Seggi |
| ------------------------- | ------- | ---- | ----- |
| Lega dei Giovani Somali   | 39.178  | 37,3 | 416   |
| Hizbia Digil e Mirifle    | 38.214  | 36,3 | 175   |
| Partito Liberale          | 11.004  | 10,5 | 27    |
| Lega della Grande Somalia | 10.125  | 9,6  | 36    |
| Unione Nazionale Somala   | 6.322   | 6    | 6     |
| S Bagiuni Fichirini       | 341     | 0,3  | 3     |
| Totale                    | 105.184 | 100  | 663   |
| Fonte: Sternberger et al. |         |      |       |